# Feuchtwiesen-Kräutereule
Die Feuchtwiesen-Kräutereule (Lacanobia (Diataraxia) splendens), auch als Rote Mooreule bezeichnet, ist ein Schmetterling (Nachtfalter) aus der Familie der Eulenfalter (Noctuidae).

## Merkmale
Die Flügelspannweite der Falter beträgt 32 bis 39 Millimeter. Die Grundfarbe der Vorderflügel variiert von leuchtend rotbraun bis zu dunkel rötlichbraun. Zapfen-, Nieren- und Ringmakel heben sich deutlich ab und sind gelbgrau oder hellbraun getönt. Die Felder neben und unterhalb von Nieren- und Ringmakel sind intensiver gefärbt. Das Saumfeld ist aufgehellt, die Wellenlinie meist dünn und undeutlich, ebenso wie auch das weit vom Saum entfernte W-Zeichen. Die Hinterflügel zeigen eine hell graubraune Färbung.
Das Ei ist halbkugelig mit abgeflachter Basis. Es ist gelb mit einer dunkleren Mittelzone. Die Oberfläche weist kräftige Längsrippen auf.
Durch die auffallende, breite, hellgelbe und nach oben fein schwarz begrenzte Seitenlinie sind die in der Mehrzahl braunen Raupen unverwechselbar.

### Ähnliche Arten
Die Art ähnelt den rötlichen Formen der Gemüseeule (Lacanobia oleracea), die jedoch an den gelblicheren Nierenmakeln sowie dem deutlicheren und bis zum Saum reichenden W-Zeichen erkannt werden kann.

## Geographische Verbreitung und Lebensraum
Die Art ist in den gemäßigten Klimazonen Europas und Asiens bis zur Pazifikküste und nach Japan weit verbreitet. E. & H. Urbahn bezeichnen sie als ein Tier der Moore, Sumpfwiesen und Flussauen.

## Lebensweise
Die Feuchtwiesen-Kräutereule bildet meist zwei Generationen pro Jahr, wobei die zweite Generation nur partiell ist. Die Falter der ersten Generation fliegen von Ende Mai bis Mitte Juli, die Falter der zweiten Generation im August. Die Falter sind überwiegend dämmerungs- und nachtaktiv, saugen aber auch am Tage oder in der Dämmerung an verschiedenen Blüten, beispielsweise an Salbei (Salvia). Sie kommen an künstliche Lichtquellen, gelegentlich auch an den Köder. Die Raupen leben von August bis September. Sie ernähren sich von den Blättern von Wasserschierling (Cicuta virosa), Fieberklee (Menyanthes trifoliata) und anderer niedriger Pflanzen. Die Art überwintert als Puppe.

## Gefährdung
Die Feuchtwiesen-Kräutereule ist in Deutschland nur sehr lokal an feuchten Stellen und meist einzeln anzutreffen. Auf der Roten Liste gefährdeter Arten wird sie in Kategorie 3 (gefährdet) geführt.

## Systematik
Die Gattung Lacanobia wird von Hacker et al. (2002) in drei Untergattungen aufgeteilt. Lacanobia splendens wird zur Untergattung Diataraxia Hübner, 1821 gestellt.